# Rue du Marché-Saint-Honoré
La rue du Marché-Saint-Honoré est une voie du 1er arrondissement de Paris, en France.

## Situation et accès
La rue du Marché-Saint-Honoré relie la rue Saint-Honoré à la rue Danièle-Casanova en traversant la place du Marché-Saint-Honoré. Cette rue est un axe transversal entre les Tuileries et l’avenue de l'Opéra.

## Origine du nom
Elle porte ce nom car elle traverse le marché Saint-Honoré.

## Historique
Cette rue fut percée en 1807 sur l'emplacement du couvent des Jacobins. Elle a porté le nom de « rue du Marché des Jacobins » et devait porter le nom de « rue Robespierre ». Finalement, cette dernière appellation a été annulée.

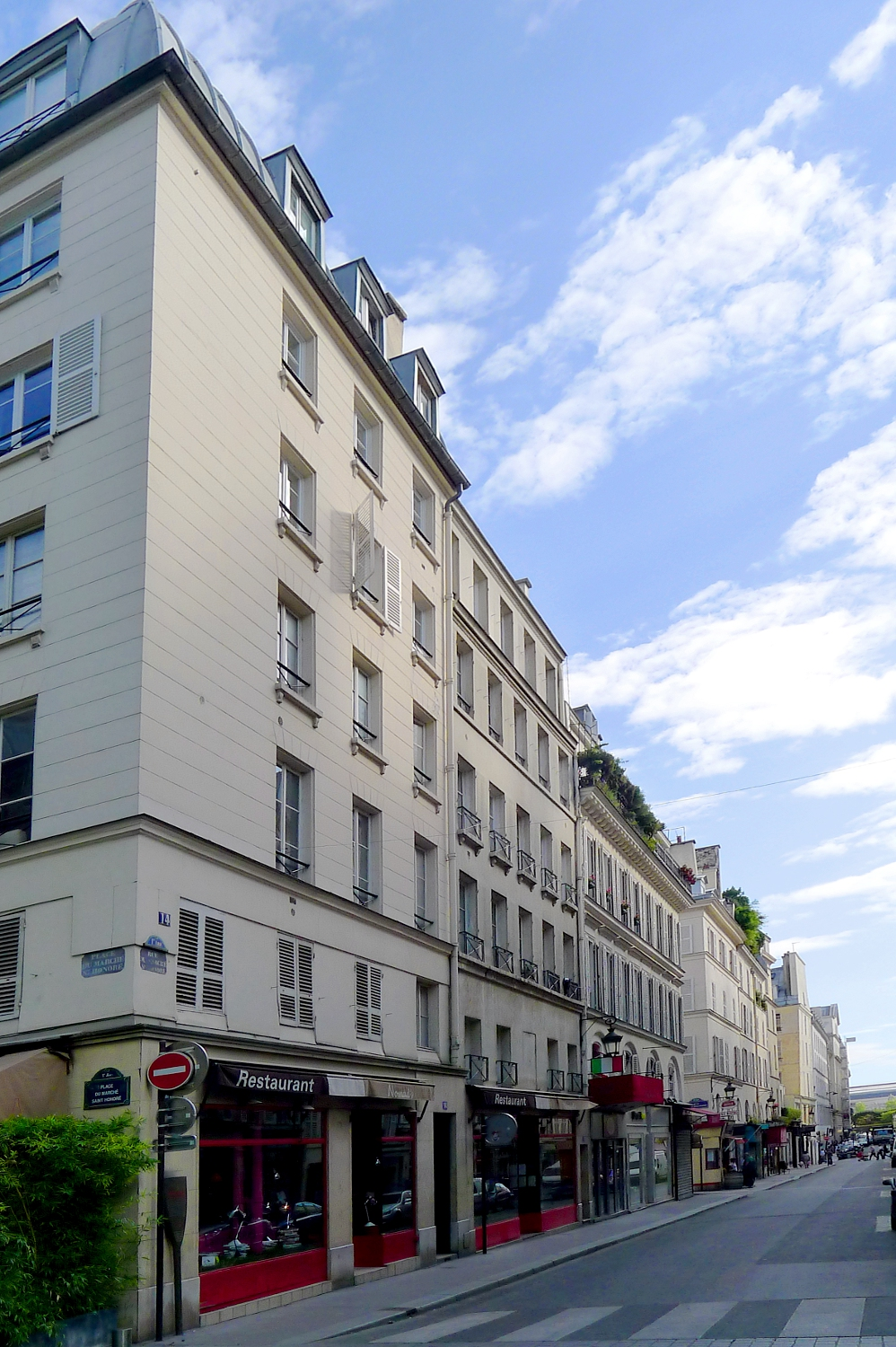
Partie sud de la rue vue de la place du Marché-Saint-Honoré.

## Bâtiments remarquables et lieux de mémoire
- No 6 : ici travailla, dans l'entreprise familiale, le décorateur et créateur de meubles Jacques-Émile Ruhlmann. Il quittera cette adresse pour s'installer au no 10, rue Maleville, en 1912.

## Pour approfondir